# Ernst Bauer
Ernst Bauer (Fürth, Beieren, 3 februari 1914 - Westerland / Sylt, 12 maart 1988), was een Korvettenkapitän bij de Kriegsmarine tijdens de Tweede Wereldoorlog. Met de U-126 ondernam hij mede succesvolle operaties in Operatie Paukenschlag en in de Caraïbische en Afrikaanse wateren.

## Persoonlijke informatie
Ernst Bauer werd geboren in Fürth, Beieren, op 3 februari 1914. Hij begon zijn carrière bij de Reichsmarine in april 1933. Na meer dan een jaar op de lichte kruiser Königsberg doorgebracht te hebben, ging hij over naar de U-Bootstrijdmacht in januari 1938. Hij werd wachtofficier op de U-10 en de U-37 alvorens hij op de opleidingsboot U-120 kwam in april 1940. Hij verliet de U-120 in november 1940 en men droeg hem toen het commando over op een Type IXC-boot, de U-126 in maart 1941.
Op zijn 5 succesvolle patrouilles met de U-126 opereerde hij meestal in de Caraïbische en Afrikaanse wateren. Daar kreeg hij te maken met een uitzonderlijk avontuur. Na een bijzondere geslaagde patrouillevaart op de Atlantische Oceaan, op de Stille Oceaan en Indische Oceaan, waarbij 22 schepen tot zinken werden gebracht, arriveerde de Duitse hulpkruiser HSK Atlantis op 22 november 1941 op een rendez-vous, om de U-126 van brandstof te voorzien. Toen Ernst Bauer op de hulpkruiser HSK Atlantis was om het tanken van brandstof te regelen, werden ze eerst verkend door een Brits verkenningsvliegtuig van HMS Devonshire en even daarna aangevallen door de Britse kruiser HMS Devonshire.

### Overbemand
De Duitse hulpkruiser HSK Atlantis ontplofte bij de aanval toen ze werden bestookt door de Britse kruiser. Kptlt. Bauer was al ondertussen veilig onder gedoken met zijn U-126. Wegens de afwezigheid van de U-boot gunde HMS Devonshire zich geen tijd om overlevenden op te pikken. Dus moest de U-126 voor de kapitein en de bemanning van de HSK Atlantis zorgen, in totaal zo'n 100 man. Met een totaal van zo'n 155 man zaten ze allen benepen aan boord van de U-126...
De Python, een Duits bevoorradingschip, kreeg bevel zich naar de U-126 te begeven en de overlevenden van de HSK Atlantis aan boord te nemen. Op 25 november waren ze veilig en wel aan boord, maar op 1 december ontmoette HMS Devonshire de Python en bracht het Duitse bevoorradingsschip ook tot zinken. Vier U-boten die in de buurt waren namen gezamenlijk niet minder dan 414 overlevenden van de Python en HSK Atlantis aan boord, en met ieder hoekje van hun beperkte ruimte vol schipbreukelingen, zetten ze koers naar huis. In de buurt van de archipel Kaapverdië gingen enkele Italiaanse onderzeeërs aan het reddingswerk deelnemen, en tegen eind januari 1942 waren alle overlevenden, na een reis van ongeveer 5.000 mijl, veilig en wel thuis in havens aan de Golf van Biskaje.
Ernst Bauer verliet de U-boot in maart 1943 en diende als opleidingsofficier bij het 27ste Flottielje. In oktober 1944 werd hij Korvettenkapitän en bevelhebber van het 27ste Flottielje en tijdens de laatste dagen van de oorlog werd hij overgeplaatst naar het 26ste Flottielje. Ernst Bauer overleefde de oorlog en ging in Britse krijgsgevangenschap in de Marineschule in Mürwik, Flensburg, waar hij ook in het ziekenhuis lag tot oktober 1945. Zijn krijgsgevangenschap duurde tot 31 december 1945.
In 1955 sloot hij zich aan bij de Duitse Bundesmarine en nam verscheidene stafposities in, vooraleer hij zich terugtrok in 1972 als kapitein-ter-zee. Ernst Bauer overleed op 12 maart 1988 op het Noord-Friese eiland Sylt - Westerland, Noord-Friesland, op 74-jarige leeftijd.

## Successen
- 24 schepen tot zinken gebracht voor een totaal van 111.564 brt
- 1 oorlogsschip tot zinken gebracht voor een totaal van 450 ton (die aan boord van vervoerschepen wordt verloren) is
- 4 schepen beschadigd voor een totaal van 31.304 brt
- 1 schip totaal verloren van 6.996 brt

## Militaire loopbaan
Reichsmarine
- Offiziersanwärter: 1 april 1933[1][2]
- Seekadett: 23 september 1933[1]
- Gefreiter: 1 april 1934[1]
- Fähnrich zur See: 1 juli 1934[1][2]
- Obermaat: 1 oktober 1934[1]

Kriegsmarine
- Oberfähnrich zur See: 1 april 1936[1][2]
- Leutnant zur See: 1 oktober 1936[1][2]
- Oberleutnant Zur See: 1 juni 1938[1][2]
- Kapitänleutnant: 1 maart 1941[1][2]
- Korvettenkapitän: 5 april 1945 (ingang vanaf 1 april 1945, rangdienstalter van 20 april 1945)[1][2]

Bundesmarine
- Fregattenkapitän: 1 april 1956[1]
- Kapitän zur See: 11 november 1965[1][2]

## Decoraties
- Ridderkruis van het IJzeren Kruis op 16 maart 1942 als Kapitänleutnant en Commandant van de U-126[1][2][3][4]
- IJzeren Kruis 1939, 1e Klasse (1 augustus 1940) en 2e Klasse (8 november 1939)[1][2][5]
- Onderzeebootoorlogsinsigne 1939 op 8 november 1939[2][4]
- Torpedobootjager-Oorlogsinsigne op 19 oktober 1940[4]
- Kruis voor Oorlogsverdienste, 1e Klasse en 2e Klasse met Zwaarden, 1e klasse (1 april 1945) en 2e klasse (20 april 1944)[4] op[1][2][4][5]
- Hij werd twee maal genoemd in het Wehrmachtsbericht. Dat gebeurde op:
- 30 juli 1941[1][6]
- 15 maart 1942[1][7]
- Kruis van verdienste I. Klasse op 10 november 1971[1][5]

## U-bootcommando
- U-120 - 20 april 1940 - 25 november 1940: Geen oorlogspatrouilles
- U-126 - 22 maart 1941 - 28 februari 1943: 5 patrouilles (391 dagen)